# Museo Civico Navale w Carmagnoli
Museo Civico Navale – prywatne muzeum morskie zlokalizowane przy Piazza Giuseppe Mazzini we włoskiej Carmagnoli (Piemont).

## Ekspozycja

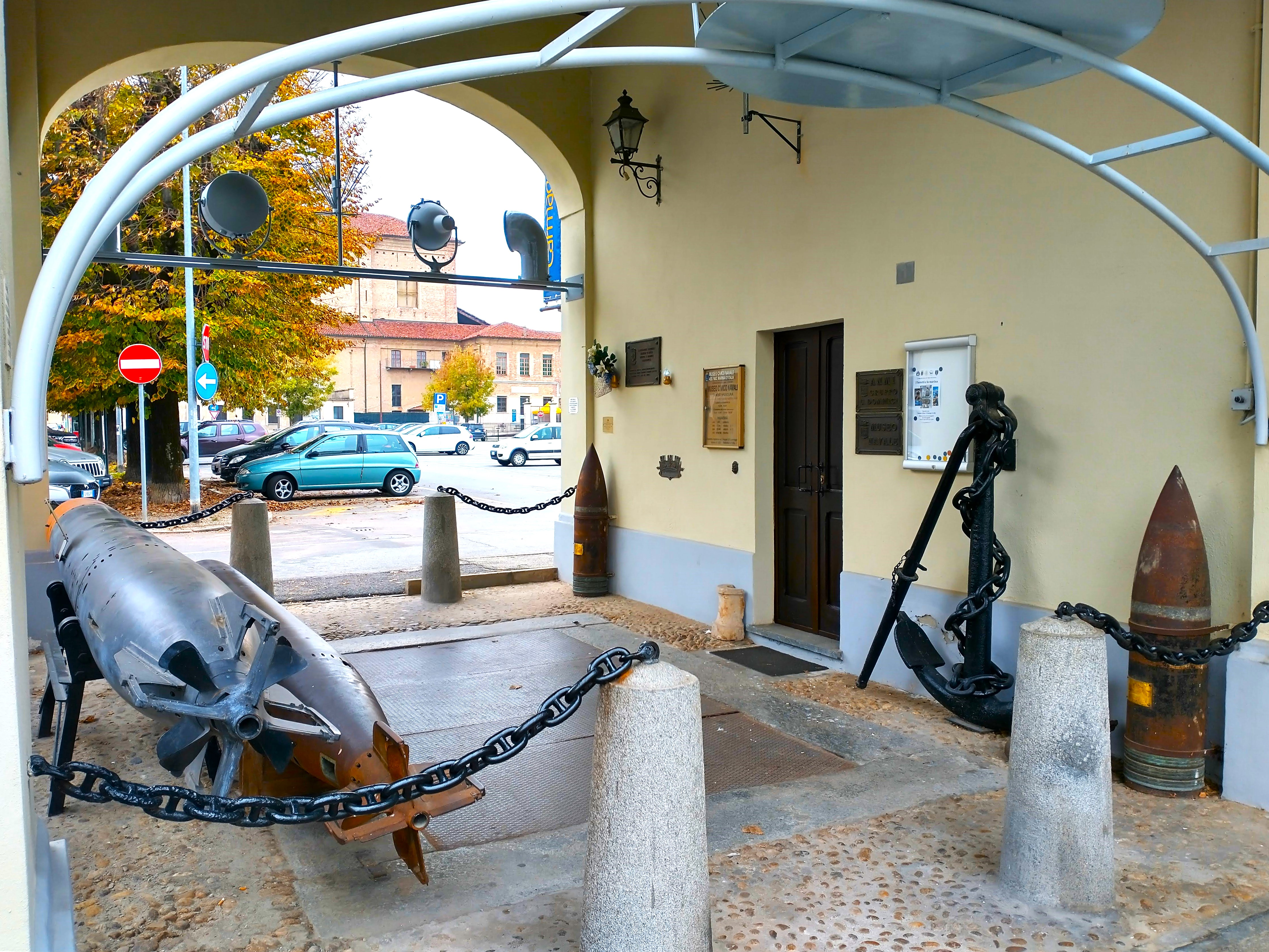
Fragment ekspozycji

Muzeum gromadzi eksponaty dokumentujące codzienne życie na morzu, a zatem historię włoskiej marynarki wojennej, zagadnienia marynarskie od zjednoczenia Włoch do dziś, środowisko morskie oraz modelarstwo morskie. Placówka powstała z inicjatywy lokalnego oddziału Krajowego Stowarzyszenia Żeglarzy Włoskich (wł. Gruppo dell’Associazione Nazionale Marinai d'Italia), celem przybliżenia tradycji morskich Piemontu (mimo że region ten nie ma połączenia z morzem wnosił zawsze znaczący wkład do włoskiej marynarki wojennej dostarczając rozwiązań technicznych, materiałów i ludzi). Stare piemonckie rodziny szlacheckie dostarczały oficerów Marynarce Wojennej Domu Sabaudzkiego, początkowo stacjonującej na Jeziorze Genewskim, a następnie (od 1388) w porcie Villefranche-sur-Mer pod Niceą, natomiast po 1815, kiedy to Liguria została zjednoczona z Królestwem Sardynii, już na Morzu Śródziemnym. W Carmagnoli uprawiano konopie, które były przetwarzane przez tutejszych rzemieślników na żagle i liny okrętowe. Lokalne wsie dostarczały więc surowiec przemysłowi stoczniowemu Riwiery Liguryjskiej oraz Francji, a nawet Anglii.
W kolekcji muzealnej znajduje się m.in. oryginalny, działający peryskop znajdujący się wewnątrz budynku, umożliwiający oglądanie panoramy miasta. Należał on do okrętu podwodnego "Bagnolini" klasy Toti, zwodowanego w 1968. W ekspozycji pozostaje też skafander nurkowy wyposażony w obciążone buty i ciężarki zapobiegające wynurzaniu się nurka, skafander piankowy z początku lat 60. XX wieku używany przez wojsko do atakowania statków znajdujących się w portach wroga, łuski od pocisków kalibru 305 mm z uzbrojenia austro-węgierskich pancerników klasy Viribus Unitis, mundur dowódcy albańskiego statku królewskiego „Illiria” podarowanego przez Włochy królowi Albanii Ahmedowi Zogu przed przyłączeniem Albanii do Królestwa Włoch, torpedy, reflektory, elementy wyposażenia statków, a także modele, plany, dokumenty i zdjęcia.